# 小五角蟹
小五角蟹（学名：Nursia minor）为玉蟹科五角蟹属的动物。分布于日本以及中国大陆的海南岛等地，生活环境为海水，主要栖息于20-35米深处的泥沙底。其生存的海拔范围为-35至-20米。
其种加词“minor”意为“较小的”。